# Нерис, Эктор
Эктор Нерис (исп. Héctor Neris, 14 июня 1989, Вилья-Альтаграсия) — доминиканский бейсболист, питчер клуба Главной лиги бейсбола «Хьюстон Астрос».

## Карьера
Двадцать девятого апреля 2010 года Нерис подписал контракт с «Филадельфией» в статусе свободного агента. Выступал за фарм-клубы «Филлис» —  «Лейквуд Блю Клоус», «Уильямспорт Кросскаттерс», «Клируотер Трешерс», «Рединг Файтин Филс» и «Лехай Вэлли Айрон Пигз». Третьего августа 2014 года впервые был вызван в основной состав команды. Пятого августа Нерис дебютировал в Главной лиге бейсбола и одержал свою первую победу в игре с «Хьюстон Астрос».
В регулярном чемпионате 2021 года Нерис сыграл в 74 матчах, войдя в пятёрку самых загруженных реливеров лиги. В 74 1/3 иннингах он сделал 98 страйкаутов и 12 сейвов при показателе пропускаемости 3,63. После окончания сезона он получил статус свободного агента. Всего в составе «Филадельфии» он выступал в течение восьми лет, сыграв за это время в 405 матчах и сделав 84 сейва. В ноябре 2021 года Нерис подписал двухлетний контракт на сумму 17 млн долларов с клубом «Хьюстон Астрос».